# 梁贊大道站
梁贊大道站（羅馬化：Ryazansky Prospekt）是莫斯科地鐵塔甘卡－紅普列斯尼亞線的一個車站，位於莫斯科東南部。車站名稱取自於梁贊大道。梁贊大道站開通於1966年12月31日。